# 다카쓰키역 (시가현)
다카쓰키역(일본어: 高月駅, たかつきえき)은 일본 시가현 나가하마시 다카쓰키초오치가와에 있는 서일본 여객철도의 철도역이다.

## 역 구조
2면 2선의 상대식 승강장이 있는 지상역이며, 역사는 교상화되어있다. 승강장 사이에는 화물 열차가 사용하는 선로가 하나 있다. 상행 승강장은 4량 열차까지, 하행 승강장은 6량 열차까지 정차할 수 있다. ICOCA등의 IC카드는 카드 리더기등을 통해 사용할 수 있으며, 입장 후에는 승강장간 이동이 불가능하다.

### 승강장
| 1 | ■ 호쿠리쿠 본선 (하행) | 오미시오쓰 · 쓰루가 방면      |
| 2 | ■ 호쿠리쿠 본선 (상행) | 마이바라 · 교토 · 오사카 방면 |

## 역 주변
- 나가하마 시청 다카쓰키 지소
- 나가하마 시립 다카쓰키 도서관
- 나가하마 시립 다카쓰키 중학교 · 초등학교
- 다카쓰키 우편국
- 도칸지 관음당
- 일본 전기 유리 시가 다카쓰키 사업소
- 국도 제8호선

## 통계

### 승차량 변동
| 회사      | 승차 인원 | 승차 인원 | 승차 인원 | 승차 인원 | 승차 인원 | 승차 인원 | 승차 인원 | 승차 인원 | 주 석 |
| 회사      | 1993년    | 1994년    | 1995년    | 1996년    | 1997년    | 1998년    | 1999년    | 2000년    | 주 석 |
| --------- | --------- | --------- | --------- | --------- | --------- | --------- | --------- | --------- | ----- |
| JR 서일본 | 698       | 729       | 773       | 756       | 689       | 647       | 642       | 646       | [ 1 ] |
| 회사      | 2001년    | 2002년    | 2003년    | 2004년    | 2005년    | 2006년    | 2007년    | 2008년    |       |
| JR 서일본 | 632       | 615       | 619       | 614       | 580       | 624       | 705       | 725       | [ 1 ] |

### 화물 취급량
2008년부터 화물 취급량이 집계되지 않는다 (화물 취급 없음). 원 자료의 출처는 이 곳이다.
| 연도   | 취급 화물량 (톤) | 취급 화물량 (톤) | 취급 화차 수 | 취급 화차 수 |
| 연도   | 발송             | 도착             | 발송         | 도착         |
| ------ | ---------------- | ---------------- | ------------ | ------------ |
| 1993년 | 5978             | 47644            | 1421         | 1414         |
| 1994년 | 7099             | 57752            | 1720         | 1718         |
| 1995년 | 7252             | 59924            | 1770         | 1787         |
| 1996년 | 6408             | 52517            | 1570         | 1561         |
| 1997년 | 5909             | 49199            | 1453         | 1454         |
| 1998년 | 6800             | 57630            | 1713         | 1695         |
| 1999년 | 6972             | 59330            | 1743         | 1748         |
| 2000년 | 6544             | 55692            | 1636         | 1638         |
| 2001년 | 5548             | 44766            | 1387         | 1387         |
| 2002년 | 5469             | 45566            | 1501         | 1501         |
| 2003년 | 4508             | 36722            | 1069         | 1053         |
| 2004년 | 4574             | 38568            | 1165         | 1160         |
| 2005년 | 3495             | 26650            | 707          | 705          |
| 2006년 | 3950             | 30020            | 790          | 790          |
| 2007년 | 2525             | 18924            | 505          | 498          |

## 역사
- 1882년 3월 10일 - 관설철도 나가하마 - 기노모토 - 야나가세 간의 개통과 동시에 일반역으로 개업.
- 1895년 4월 1일 - 선로 명칭 제정으로 도카이도 선에 소속.
- 1902년 11월 1일 - 선로 명칭 개정으로 호쿠리쿠 선 소속으로 변경.
- 1909년 10월 12일 - 선로 명칭 개정으로 호쿠리쿠 본선의 소속역이 됨.
- 1971년 3월 25일 - 일반 대상 화물 영업 중지.
- 1984년 2월 1일 - 수하물 취급 중지.
- 1987년 4월 1일 - 일본국유철도 분할 민영화로 서일본 여객철도 및 일본화물철도에 이관.
- 2005년 10월 16일 - 북측으로 150m 이설 및 신 역사 사용 개시.
- 2006년 10월 21일 - 호쿠리쿠 본선 나가하마 - 쓰루가 직류 전철화와 동시에 ICOCA 사용 개시.

## 인접역
| 서일본 여객철도 호쿠리쿠 본선 | 서일본 여객철도 호쿠리쿠 본선 | 서일본 여객철도 호쿠리쿠 본선 |
| ----------------------------- | ----------------------------- | ----------------------------- |
| 가와케 교토 · 마이바라 방면   | ■ 호쿠리쿠 본선 신쾌속 · 보통 | 기노모토 쓰루가 방면          |